# 米洛万·契里奇
米洛万·契里奇（羅馬化：Milovan Ćirić，1918年2月12日—1986年10月14日），塞尔维亚足球运动员、教练。他曾带领南斯拉夫国奥队参加1956年夏季奥林匹克运动会足球比赛，获得一枚银牌。